# Adamo Telecom Iberia
Adamo Telecom, legalmente Adamo Telecom Iberia, S. A. U., es un proveedor de servicios de Internet e infraestructuras de fibra óptica en modalidad FTTH, telefonía fija y telefonía móvil que opera en España sobre red propia y en determinadas zonas a través de redes neutras. 
Fue el primer operador en ofrecer 100 Mbps y, más adelante, el primero en ofrecer un ancho de banda hasta 1000 Mbps. En febrero de 2017 el fondo de inversión EQT adquiere la compañía. A partir de marzo de 2022 el operador y proveedor de infraestructuras pasa a manos del fondo de inversión francés Ardian.

## Historia
Fundada en Suecia en 2004 bajo el nombre Adamo Bredband, prestaba servicio exclusivamente en ese país.
En 2007 se creó la matriz española con el propósito de comercializar sus productos a través de la red neutra ASTURCON, creada para prestar servicio en las zonas de la cuenca minera de Asturias, siendo el primer operador en ofrecer servicios de 100 Mbps simétricos.
En 2010 la filial española se separó de la matriz sueca constituyéndose como Adamo Telecom Iberia, S.A., momento en el que empezó a construir su primera red FTTH propia en el distrito 22@ de Barcelona. Durante los siguientes años extendió su red por Cataluña, Sevilla y Madrid, además de operar las redes FTTH abiertas en Asturias, Ermua y Quintanadueñas.
En 2013 aumenta nuevamente el ancho de banda a 300 Mbps simétricos en sus redes propias y desde 2014, ofrece acceso a Internet a velocidad de 1000 Mbps de descarga y 200 Mbps de subida.
En 2015 empezó a ofrecer servicios de Telefonía Móvil usando la red de Orange.
En 2017 el fondo de inversión EQT Mid Market adquirió Adamo Telecom Iberia, S.A. Más recientemente, ha anunciado el aumento de su ancho de banda de subida a 300 Mbps, quedando su oferta principal en la modalidad 1.000 Mbps descarga y 300 Mbps subida.
En 2022 la empresa es adquirida por el fondo de inversión Ardian.